# 拉默尔斯巴赫
拉默尔斯巴赫是德国莱茵兰-普法尔茨州的一个市镇。总面积2.64平方公里，总人口1599人，其中男性805人，女性794人（2011年12月31日），人口密度606人/平方公里。